# Жерпонвил
Жерпонвил (фр. Gerponville) насеље је и општина у северној Француској у региону Горња Нормандија, у департману Приморска Сена која припада префектури Авр.
По подацима из 2011. године у општини је живело 388 становника, а густина насељености је износила 79,02 становника/km². Општина се простире на површини од 4,91 km². Налази се на средњој надморској висини од 102 метара (максималној 132 m, а минималној 75 m).

## Демографија
| 1962. | 1968. | 1975. | 1982. | 1990. | 1999. | 2011. |
| ----- | ----- | ----- | ----- | ----- | ----- | ----- |
| 325   | 337   | 334   | 308   | 330   | 300   | 388   |

График промене броја становника у току последњих година